# Силин, Исидор Семёнович
Иси́дор (Си́дор) Семёнович Си́лин (около 1767 года — 1830 год, Пермь) — пермский купец 2-й гильдии, городской голова в 1809—1811, 1814—1817 и 1820—1823 гг.
Родился около 1767 года. Его отец — Семён Федотович Силин (?—1808) был крестьянином бывшего Шерьинского монастыря, затем — купцом 3-й гильдии, торговал различными товарами на Макарьевской и Ирбитской ярмарках. Исидор Семёнович продолжил дело отца и существенно преумножил капитал, торгуя салом. С 1782 года жил в Перми и в 1810-х гг числился купцом 2-й гильдии, но затем обеднел и перешёл в мещане. Владел домом на Торговой улице, который заложил в 1821 году для получения займа у художника Павла Сведомского. Силин был трижды избран на пост городского головы: с 15 (27) ноября 1809 года по 1811 год, в 1814—1817 и 1820—1823 гг. Умер в Перми, в 1830 году.